# Maxagata
Muxagata ist eine Gemeinde (Freguesia) im portugiesischen Kreis Fornos de Algodres. In ihr leben 223 Einwohner (Stand 19. April 2021).